# Hochschule für Musik Hanns Eisler Berlin
La Hochschule für Musik Hanns Eisler Berlin (Universidad o Colegio de Música Hanns Eisler de Berlín), en Berlín, Alemania, es una de las principales universidades de música de Europa. Se estableció en Berlín Oriental en 1950 como Deutsche Hochschule für Musik (Colegio Alemán de Música) porque la antigua Hochschule für Musik Berlin (ahora la Universidad de las Artes de Berlín) estaba en Berlín Occidental. Después de la muerte de uno de sus primeros profesores, el compositor Hanns Eisler, la escuela pasó a llamarse en su honor en 1964. Después de una renovación en 2005, el conservatorio se encuentra ubicado tanto en el famoso Gendarmenmarkt y el Neuer Marstall de Berlín.
La Hochschule für Musik Hanns Eisler Berlin tiene una variedad de conjuntos que incluyen música de cámara, coros, orquestas y jazz.

## La Hochschule
La Hochschule está estructurada en cuatro divisiones y cuatro institutos. Ofrece programas en acordeón, composición, dirección, coaching, batería, guitarra, armonía y contrapunto, arpa, jazz, teatro musical, dirección de ópera, cuerdas, timbales, piano e instrumentos de viento. El Kurt-Singer-Institut, fundado en 2002, se especializa en la investigación sobre la salud de los músicos. Desde 2003, el Institut für neue Musik se ocupa de la música contemporánea. Con la fundación del Jazz-Institut Berlin en 2005, el conservatorio ganó un nivel internacional en la educación del jazz; David Friedman, John Hollenbeck, Judy Niemack y Jiggs Whigham se cuentan entre los profesores.
Cada año, se llevan a cabo más de 400 eventos, incluidos conciertos, producciones de ópera, recitales de clase y conciertos de exámenes. La Hochschule colabora con la Konzerthaus Berlin y la Fundación de la Filarmónica de Berlín. En ambas salas se presentan regularmente conciertos orquestales, corales y para el personal.

## Historia
Después de la fundación de la República Democrática Alemana (RDA), todas las escuelas de música y la única escuela de música se ubicaban en Berlín oriental. Por lo tanto, el Ministerio de Educación de la RDA decidió establecer una escuela de música en el sector este. El 1 de octubre de 1950 se fundó la Deutsche Hochschule für Musik. El profesor Georg Knepler fue el primer director de la escuela. El personal docente incluía a Rudolph Wagner-Régeny y Hanns Eisler (composición), Helmut Koch (dirección), Helma Prechter, Arno Schellenberg (voz), Carl Adolf Martiensse, Grete Herwig (piano), Gustav Havemann, Wilhelm Martens (violín), Bernhard Günther (violonchelo), Werner Buchholz (viola) y Ewald Koch (clarinete).
Desde 1964, el conservatorio se llama Hochschule für Musik Hanns Eisler Berlin. En 1950 se fundó una escuela especial de música. El conservatorio se asoció con la Carl Philipp Emanuel Bach Schule.
En 1953 se estableció el programa de dirección escénica de ópera y teatro musical, ya que dos estudiantes se interesaron por esta asignatura. Así, el conservatorio se convirtió en una de las primeras escuelas de Europa en tener un programa de ese tipo.
El estado de Berlín tras la reunificación alemana se hizo cargo del conservatorio. Hoy está bajo la jurisdicción del departamento de ciencia, investigación y artes del Senado.

## Personas

### Algunos alumnos notables
- Taner Akyol, compositor
- Maria Baptist, pianista, director
- Thomas Böttger
- Caroline Fischer, pianista
- Vladimir Jurowski, director
- Sol Gabetta
- Marek Kalbus, bajo-barítono
- Georg Katzer
- Akil Mark Koci
- Peter Konwitschny, director de teatro y ópera
- Jochen Kowalski, alto
- Siegfried Matthus, compositor y director de ópera
- Vera Nemirova (n. 1972), director escénico
- Tilo Medek (1940–2006), compositor
- Johannes Moser, violonchelista
- Anna Prohaska, soprano
- Michael Sanderling
- Jörg-Peter Weigle
- Kahchun Wong, director
- Ji-Yeoun You, pianista
- Robert Zollitsch, compositor
- Ramon Rodriguez, Oboísta, Director
- Christian Thielemann (n. 1959), director de orquesta alemán, director general de la Staatskapelle de Dresde.

Director Concierto año nuevo con la Orquesta Filarmónica de Viena en los conciertos de los años 2019 y 2024.

### Algunos profesores actuales y anteriores notables
- Fabio Bidini (piano)
- Willy Decker (profesor emérito de dirección teatral musical)
- Hanns Eisler (composición)
- Michael Endres (piano)
- David Geringas (violonchelo)
- Helmut Koch (dirección orquestal, desde 1952)
- Peter Konwitschny (dirección de ópera)
- Gidon Kremer (violín y música de cámara)
- Hanspeter Kyburz (composiciíón)
- Hanno Müller-Brachmann (voz)
- Marie Luise Neunecker (trompa)
- Boris Piergamienszczikow (violnchelo)
- Thomas Quasthoff (voz)
- Corinna von Rad (profesor visitante de dirección de ópera)
- Kurt Rosenwinkel (guitarra de jazz)
- Rainer Seegers (profesor visitante de percusión)
- Júlia Varady (interpretación de ópera)
- Katharina Wagner (dirección de ópera)
- Rudolf Wagner-Régeny (composición)
- Dieter Zechlin (piano)
- Ruth Zechlin (composición, contrapunto, instrumentación)
- Tabea Zimmermann (viola)

### Senadores de honor
- Claudio Abbado
- Daniel Barenboim
- Simon Rattle
- Wolfgang Rihm